# Wasserfallenbahn
 (août 2023).
Le Wasserfallenbahn est un téléphérique reliant le village de Reigoldswil, à 541 mètres d'altitude, dans le canton de Bâle-Campagne, en Suisse, au Wasserfallen, à 925 mètres d'altitude. Le téléphérique est situé à 17 kilomètres au sud-est de Bâle. Il a été construit en 1955 puis ouvert en 1956 avant de subir une fermeture de réparation à Pâques 2006. Il a rouvert en septembre de la même année.